# Sobór Zaśnięcia Matki Bożej w Bałcie
Sobór Zaśnięcia Matki Bożej – prawosławny sobór w Bałcie, katedra eparchii bałckiej Ukraińskiego Kościoła Prawosławnego Patriarchatu Moskiewskiego.

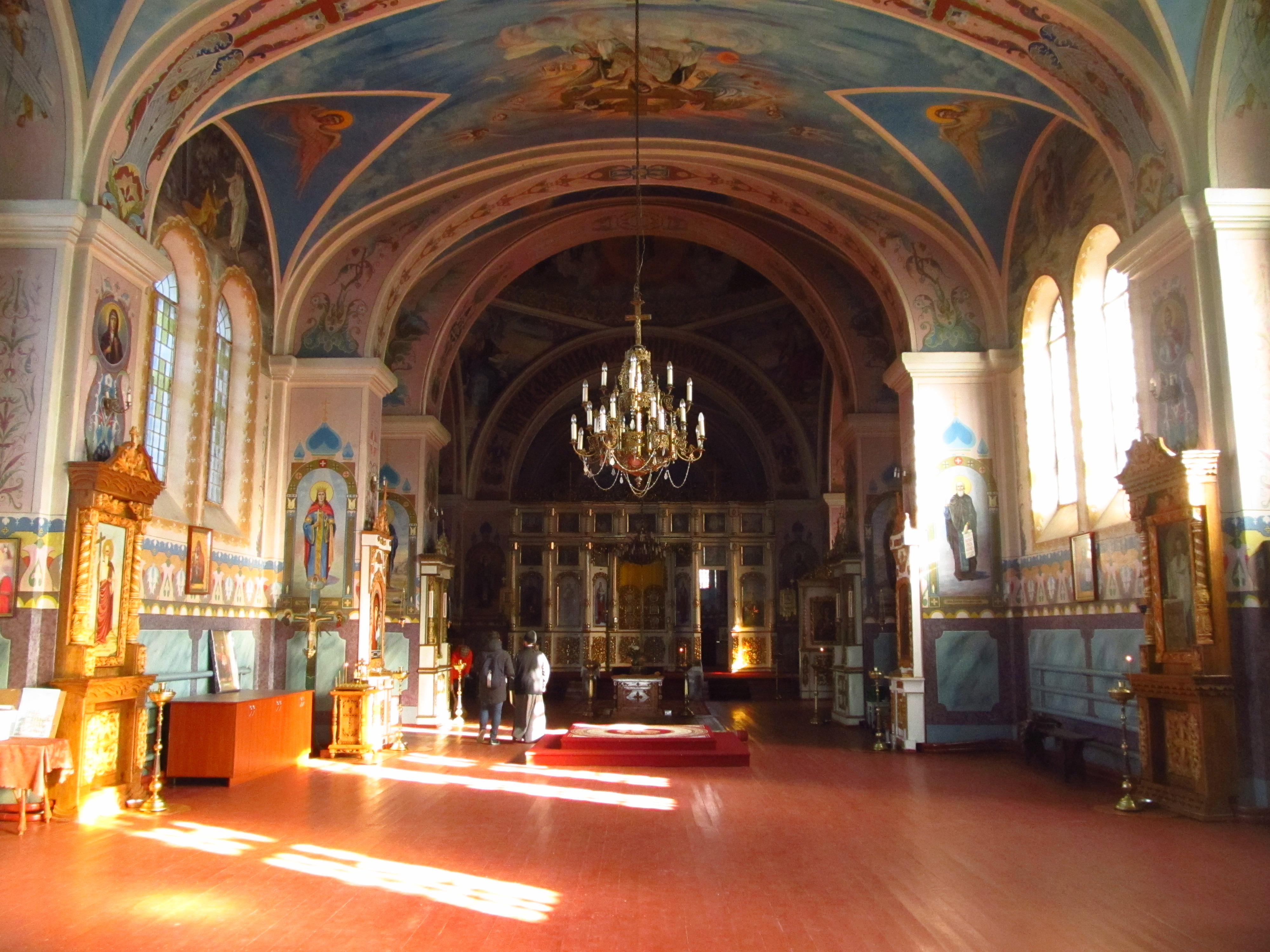
Wnętrze soboru

## Historia
Sobór został zbudowany na początku XX w. i konsekrowany w 1915. Pozostał czynny do 1931. Dziesięć lat później, po wkroczeniu wojsk niemieckich do Bałty, świątynia została ponownie otwarta i odremontowana. Służyła parafii prawosławnej do 1964, kiedy władze radzieckie zdecydowały o jej zamknięciu, uzasadniając to otwarciem szkoły z internatem na terytorium cerkwi. Budynek został zwrócony Kościołowi prawosławnemu w 1988, jako pierwsza z cerkwi w obwodzie odeskim zamkniętych w ZSRR. Po 1988 świątynia została odremontowana i przywrócona do pierwotnego wyglądu.
Od 2009 sobór jest ośrodkiem kultu świętego kapłana Teodozjusza Lewickiego. 
W 2012 cerkiew stała się katedrą nowo erygowanej eparchii bałckiej.